# Canton de Fontaine-Française
Le canton de Fontaine-Française était une division administrative française située dans le département de la Côte-d'Or.

## Géographie
Ce canton était organisé autour de Fontaine-Française dans l'arrondissement de Dijon. Son altitude variait de 210 m (Dampierre-et-Flée) à 327 m (Orain) pour une altitude moyenne de 242 m.

## Histoire
- De 1833 à 1848, les cantons de Fontaine-Française et de Mirebeau avaient le même conseiller général. Le nombre de conseillers généraux était limité à 30 par département[1].

## Représentation

### Conseillers généraux de 1833 à 2015
| Période   | Période          | Identité                        | Étiquette                       | Qualité |
| --------- | ---------------- | ------------------------------- | ------------------------------- | --- |
| 1833      | 1842 (démission) | Pierre Nicolas Bonneviot        |                                 | Propriétaire à Pouilly-sur-Vingeanne |
| août 1842 | décembre 1842    | Maurice Perriquet               |                                 | Avoué au Tribunal civil de Dijon |
| 1842      | 1848             | Antoine Vulliérod               |                                 | Conseiller à la Cour royale de Dijon |
| 1848      | 1898             | Claude François Auguste Perdrix | Républicain                     | Avocat à la Cour d'appel de Dijon Maire de Dijon (1872-1874) |
| 1898      | 1904             | Etienne François Gédéon Patey   | Républicain                     | Docteur en médecine à Saint-Seine-sur-Vingeanne |
| 1904      | 1919             | Pierre Cordier                  | Républicain                     | Médecin à Dijon, conseiller d'arrondissement |
| 1919      | 1928             | Louis-Camille Viardot           |                                 | Négociant à Montigny-sur-Vingeanne |
| 1928      | 1933 (démission) | Alexis Guerpillon               | Soc.ind.                        | Pharmacien à Fontaine-Française, conseiller d'arrondissement |
| 1933      | 1940             | Charles Schoenleber             | Rad.Ind.                        | Agriculteur Maire de Montigny-sur-Vingeanne (1932-1944) Nommé conseiller départemental en 1943 |
|           |                  |                                 |                                 | |
| 1945      | 1951             | Charles Schoenleber             | Rad.ind RGR                     | Agriculteur Maire de Montigny-sur-Vingeanne |
| 1951      | 1958             | Auguste Henri Rabiet            | DVD                             | Agriculteur, maire de Pouilly-sur-Vingeanne |
| 1958      | 1994             | Henry Berger (1920-1996)        | Rad. puis UNR puis UDR puis RPR | Résistant, docteur en médecine. Député (1962-1981) Président de la commission des affaires culturelles, sociales et familiales de l'Assemblée nationale (1972-1981) Président du Conseil Général (1988-1994) Maire de Fontaine-Française (1959-1994) |
| 1994      | 2008             | François Launoy                 | RPR puis UMP                    | Médecin Maire de Fontaine-Française (2001-2008) |
| 2008      | 2015             | Nicolas Urbano                  | UMP puis DVD                    | Electricien Maire de Fontaine-Française depuis 2008 |

### Conseillers d'arrondissement (de 1833 à 1940)
| Période                                  | Période | Identité                                 | Étiquette   | Qualité |
| ---------------------------------------- | ------- | ---------------------------------------- | ----------- | --- |
| 1833                                     | 1842    | Pierre Odon Blondel (1786-1857)          |             | Ancien officier de dragons, maire de Saint-Seine-sur-Vingeanne                                              |
| 1842                                     | 1848    | Maurice Perriquet                        |             | Avoué à Dijon                                                                                               |
| 1848                                     | 1852    | Joseph Anthony                           |             | Maître de forges à Mirebeau-sur-Bèze                                                                        |
| 1852                                     | 1864    | Nicolas Jacques Auguste Chabeuf          |             | Ancien notaire à Dijon                                                                                      |
| 1864                                     | 1880    | Louis François Victor Alexandre Magnieux |             | Régisseur à Fontaine-Française                                                                              |
| 1880                                     | 1892    | Auguste Durnet                           |             | Maire de Fontaine-Française                                                                                 |
| 1892                                     | 1895    | Alexandre Quillot                        |             | Docteur en médecine, propriétaire à Montigny-sur-Vingeanne                                                  |
| 1895                                     | 1901    | Émile Durnet                             | Républicain | Avocat à Dijon, propriétaire à Dampierre-sur-Vingeanne                                                      |
| 1901                                     | 1904    | Pierre Cordier                           | Républicain | Docteur en médecine à Dijon                                                                                 |
| 1904                                     | 1913    | Marcel Lévêque                           | RG          | Maire de Fontaine-Française, juge de paix à Grancey-le-Château                                              |
| 1913                                     | 1928    | Alexis Guerpillon                        | Soc.ind.    | Pharmacien à Fontaine-Française                                                                             |
| 2 déc.1928                               | 1940    | Albert Dautrey (1873-1957)               | Rad.        | Propriétaire, adjoint au maire de Fontaine-Française                                                        |
| 1940                                     |         |                                          |             | Les conseils d'arrondissement ont été suspendus par la loi du 12 octobre 1940 et n'ont jamais été réactivés |
| Les données manquantes sont à compléter. |         |                                          |             | |

## Composition
Le canton de Fontaine-Française regroupait 11 communes :
| Communes                                 | Population (2012) | Code postal | Code Insee |
| ---------------------------------------- | ----------------- | ----------- | ---------- |
| Bourberain                               | 278               | 21610       | 21094      |
| Chaume-et-Courchamp                      | 140               | 21610       | 21158      |
| Dampierre-et-Flée                        | 102               | 21310       | 21225      |
| Fontaine-Française                       | 916               | 21610       | 21277      |
| Fontenelle                               | 104               | 21610       | 21281      |
| Licey-sur-Vingeanne                      | 85                | 21610       | 21348      |
| Montigny-Mornay-Villeneuve-sur-Vingeanne | 358               | 21610       | 21433      |
| Orain                                    | 109               | 21610       | 21468      |
| Pouilly-sur-Vingeanne                    | 92                | 21610       | 21503      |
| Saint-Maurice-sur-Vingeanne              | 162               | 21610       | 21562      |
| Saint-Seine-sur-Vingeanne                | 286               | 21610       | 21574      |

## Démographie
| 1962  | 1968  | 1975  | 1982  | 1990   | 1999   | 2006  | 2011  | 2012  |
| ----- | ----- | ----- | ----- | ------ | ------ | ----- | ----- | ----- |
| 3 000 | 2 598 | 2 518 | 2 456 | 21 907 | 18 956 | 2 845 | 3 052 | 3 076 |